# Pfarrkirche Großsölk

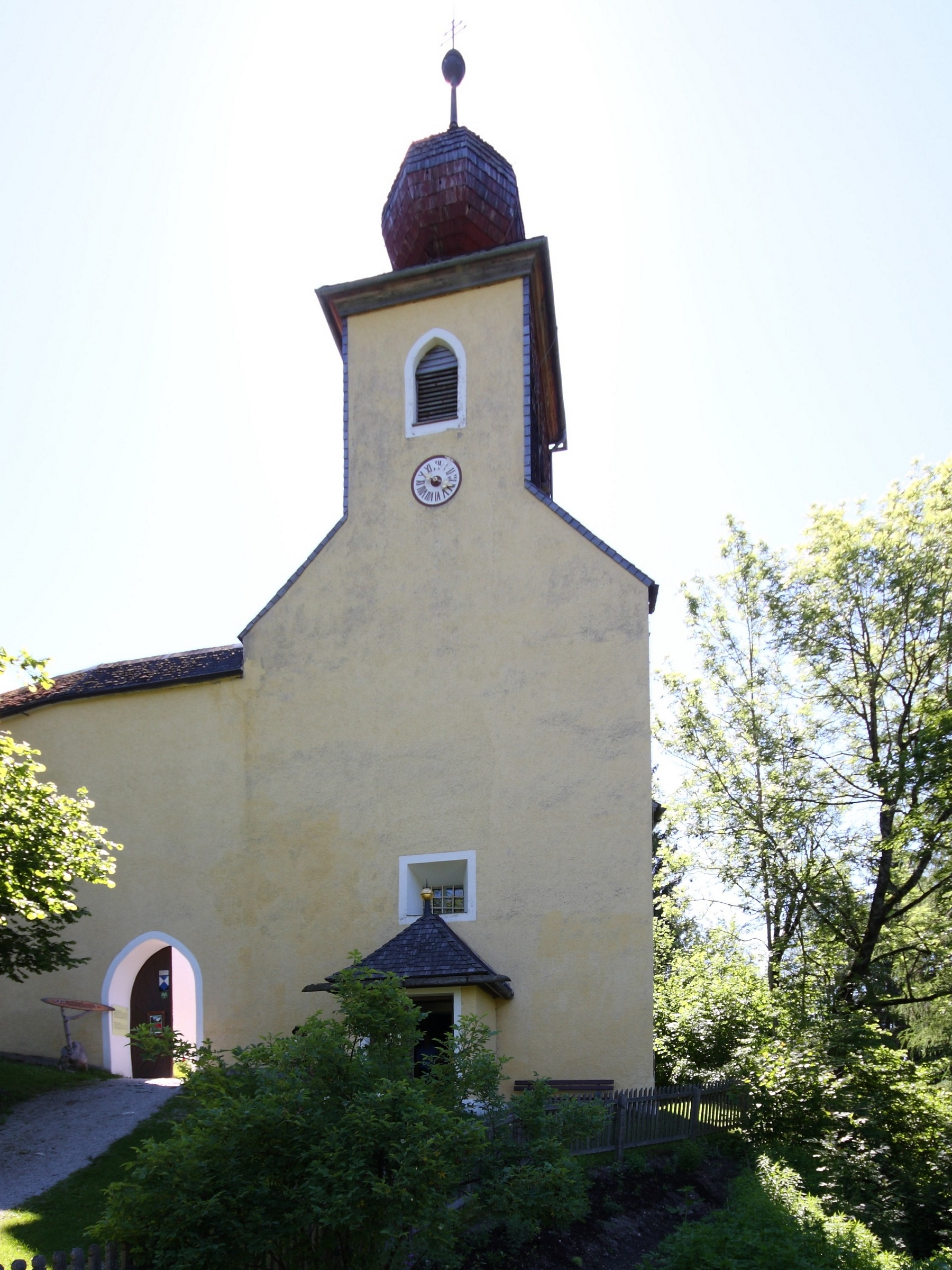
Katholische Pfarrkirche hl. Leonhard in Großsölk

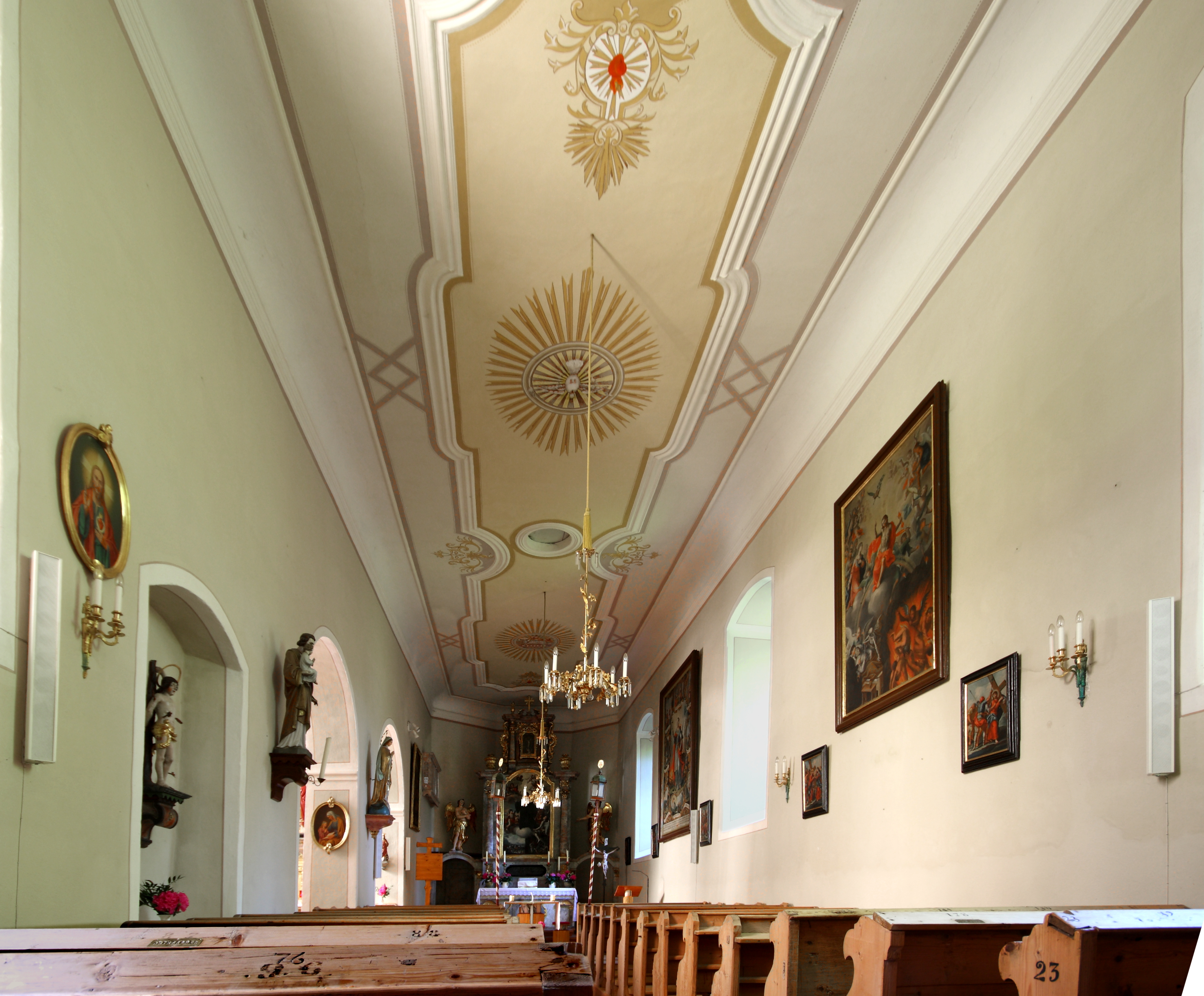
Langhaus, Blick zum Chor

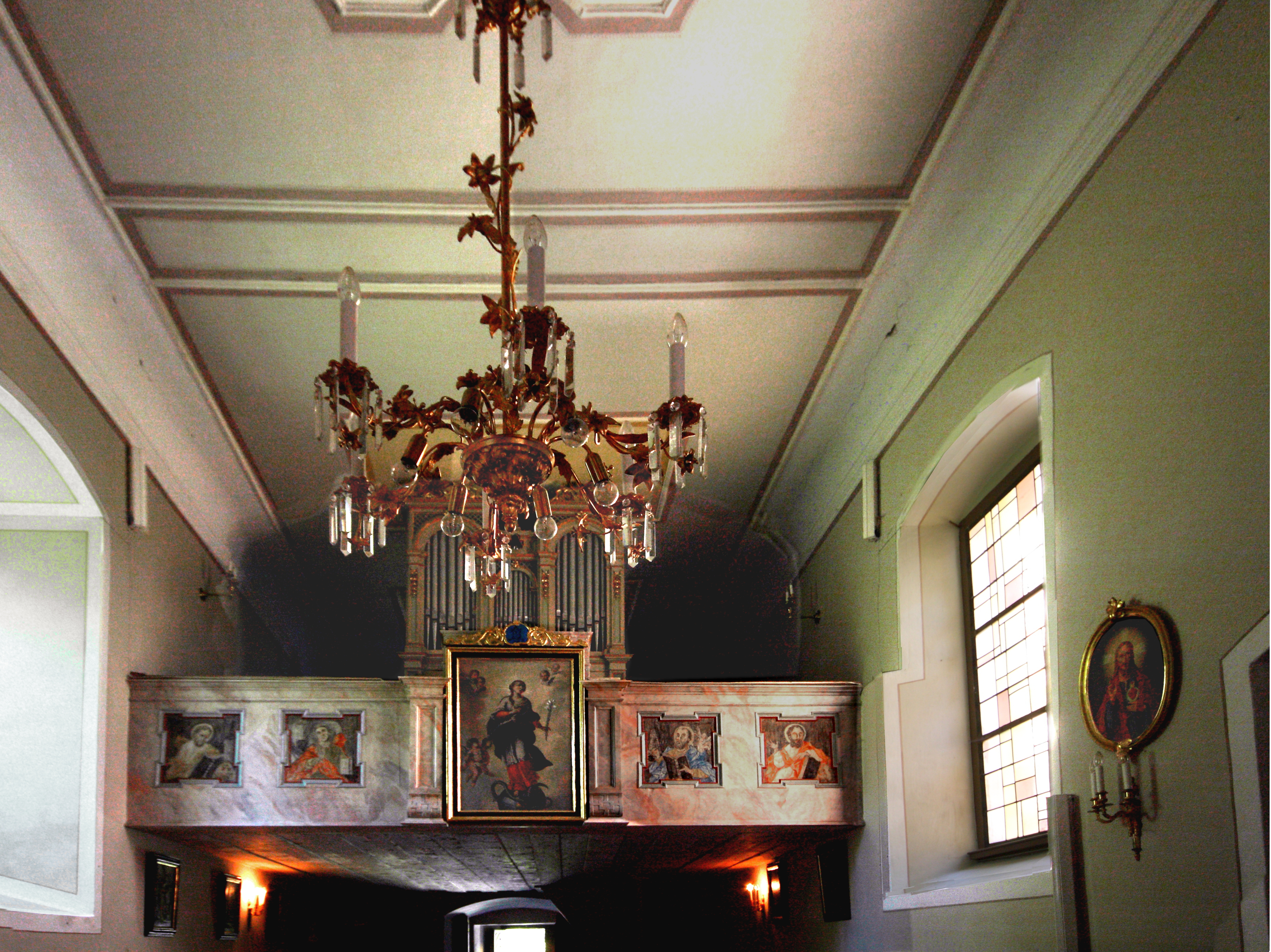
Langhaus, Blick zur Empore

Die römisch-katholische Pfarrkirche Großsölk steht baulich mit dem Schloss Großsölk verbunden in der Ortschaft Großsölk in der Gemeinde Sölk im Bezirk Liezen in der Steiermark. Die dem Patrozinium des heiligen Leonhard von Limoges unterstellte Pfarrkirche gehört zur Region Ennstal und Ausseerland (Dekanat Oberes Ennstal – Steirisches Salzkammergut) in der Diözese Graz-Seckau. Die Kirche steht unter Denkmalschutz (Listeneintrag).

## Geschichte
Im Jahr 1617 erwarb der Orden der Jesuiten das Schloss. Sie bauten den herrschaftlichen Pferdestall im Bereich des Schlossummauerung zu einer Kirche um. Die Kirche wurde wohl um 1730/1740 geweiht.
Die Filiale der Pfarrkirche Gröbming wurde 1787 zur Pfarrkirche erhoben.

## Architektur
Der nach Südosten gerichtete Kirchenbau hat nördlich an der Hofseite einen Kapellenanbau. Über der nordwestlichen Giebelfront erhebt sich der Dachreiter mit einem Zwiebelhelm.
Das Kirchenschiff ist ein langgestreckter Saal mit einem Dreiachtelschluss. Die Seitenkapelle ist mit zwei Bogenöffnungen mit dem Schiff verbunden. Saal wie Seitenkapelle haben Flachdecken. Die Empore ist aus Holz.

## Einrichtung
Der Hochaltar von 1686 ist als Opfergangsaltar mit zwei Umgangsportalen aus der zweiten Hälfte des 18. Jahrhunderts gestaltet, durch die die Gläubigen während des Gottesdienstes zu den Opfertellern oder Opferkörben gingen, um ihre Spende abzulegen. Über jedem der beiden Portale steht eine große Engelsfigur. Im Hochaltarbild aus der Zeit um 1740 ist der Kirchenpatron, der heilige Leonhard, dargestellt. Der Altar in der Seitenkapelle entstand im 19. Jahrhundert. 
Zur weiteren Ausstattung der Kirche gehört neben anderem eine Statue des hl. Sebastian, die um 1510/1520 geschaffen wurde. Ein Vortragekreuz, das in der Art dem Bildhauer Balthasar Prandtstätter zugeschrieben werden könnte, stammt aus den Jahren nach 1750.
Ein barockes Gemälde aus dem 17. Jahrhundert zeigt die Anbetung der Hirten, auf weiteren Bildern aus dem 18. Jahrhundert sind Christus am Kreuz, Immaculata, Christus als Weltenrichter mit Sterbendem und Priester und Judas Thaddäus dargestellt. Ein großes, um 1770 gemaltes Rokoko-Bild zeigt die hl. Thekla mit Szenen aus ihrer Legende. Die Kreuzwegbilder sind barock.
Die Kirche hatte 1840 ein kleines Orgelpositiv mit vier Registern. Das heutige Werk baute Gebrüder Rieger mit fünf Registern.